# Buk (okres Prachatice)
Buk (německy Buchen) je obec v okrese Prachatice v Jihočeském kraji. Leží zhruba pět kilometrů jihovýchodně od Vimperka. Leží na Šumavě (podcelek Boubínská hornatina, okrsek Včelenská hornatina), v povodí Cikánského potoka. Žije zde 317 obyvatel.

## Historie
První písemná zmínka o vesnici Buk (villa Buk) pochází z roku 1400. 26. října 1851 se v Buku narodil kronikář a kněz P. František Pubal, významný historiograf středního Polabí a autor Kroniky sluzské. Jeho působení na faře v obci Sluhy představuje dobu mimořádného rozkvětu farnosti i celé obce, zejména ve druhé polovině 19. století. František Pubal byl držitelem několik vyznamenání, čestných funkcí a rovněž čestného občanství. Pubalův odkaz byl plně doceněn až po změně společnských poměrů v roce 1989, v roce 2009 konečně vychází péčí Oblastního muzea Praha východ také fotoreprint jeho slavné Kroniky sluzské.

## Obyvatelstvo
| Rok            | 1869 | 1880 | 1890 | 1900 | 1910 | 1921 | 1930 | 1950 | 1961 | 1970 | 1980 | 1991 | 2001 | 2011 | 2021 |
| -------------- | ---- | ---- | ---- | ---- | ---- | ---- | ---- | ---- | ---- | ---- | ---- | ---- | ---- | ---- | ---- |
| Počet obyvatel | 677  | 811  | 787  | 749  | 733  | 709  | 679  | 372  | 378  | 303  | 263  | 302  | 284  | 259  | 296  |
| Počet domů     | 88   | 97   | 102  | 108  | 107  | 109  | 117  | 116  | 63   | 88   | 79   | 109  | 115  | 123  | 129  |

## Obecní správa
Mezi lety 1850–1920 Buk patřil jako osada obce k Šumavským Hošticím v okrese Prachatice. V letech 1921–1960 byl obcí v okrese Prachatice (1921–1930) a později v okrese Vimperk. V letech 1960–1990 patřil znovu jako část obce k Šumavským Hošticím a od 24. listopadu 1990 je opět samostatnou obcí.

### Části obce
- Buk
- Včelná pod Boubínem
- Vyšovatka

### Obecní symboly
Znak a vlajka byly obci uděleny rozhodnutím předsedy Poslanecké sněmovny Parlamentu České republiky dne 12. prosince 2008.

## Pamětihodnosti
- Kaple Panny Marie Sedmibolestné na návsi v Buku, z roku 1800
- Usedlost čp. 5 v Buku
- Kaple ve Včelné, z padesátých let 19. století
- Kaple ve Vyšovatce, z roku 2006, náhrada původní kaple zbořené roku 1958
- Hora Boubín (1362 metrů) s rozhlednou
- NPR Boubínský prales – bukosmrkový prales, chráněný již od roku 1858
- PR Čertova stráň – jedlové porosty na suťovitých svazích údolí Boubínského potoka
- PP Poušť – les s mraveništi

## Galerie

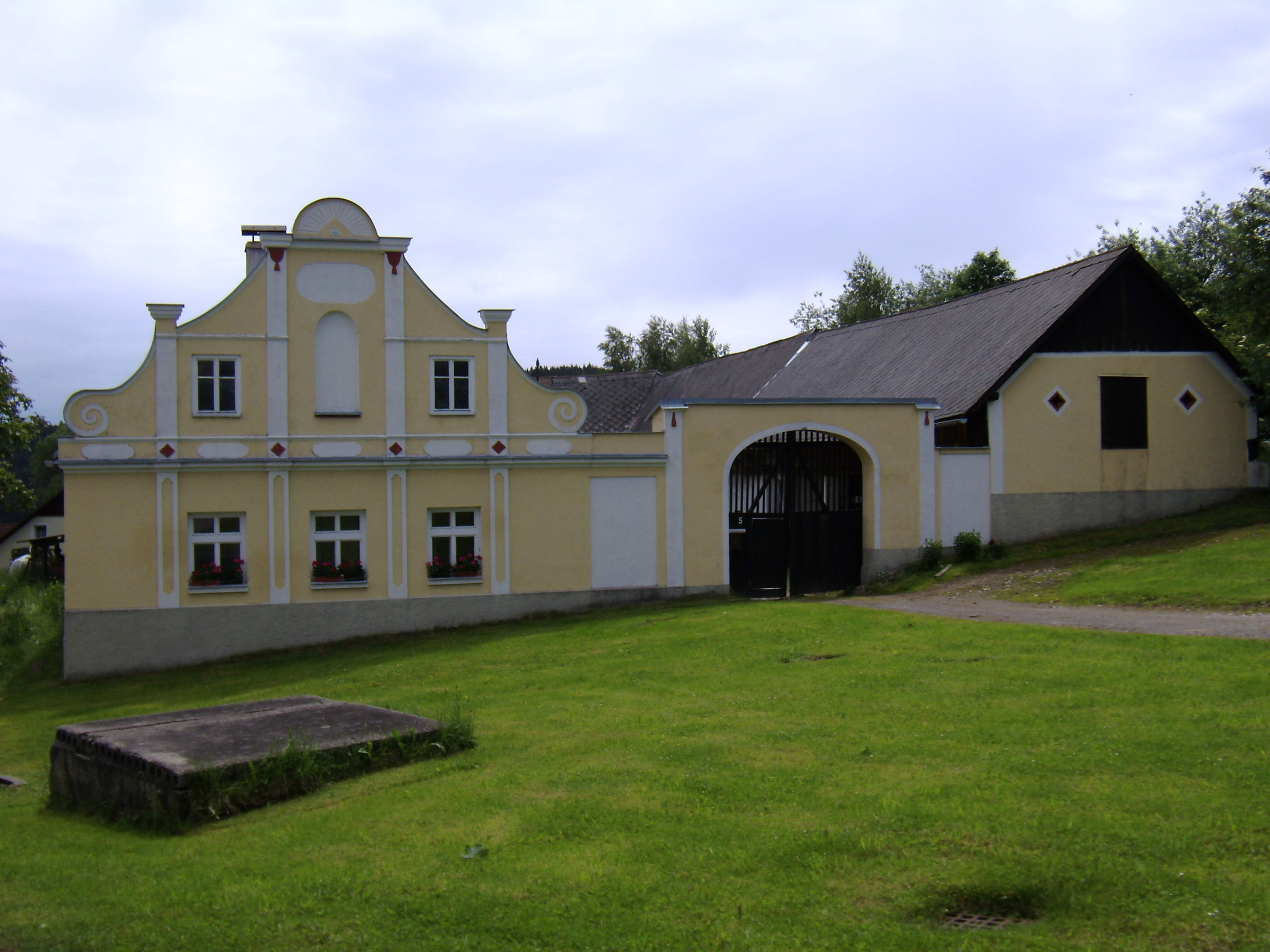
Usedlost č. 5
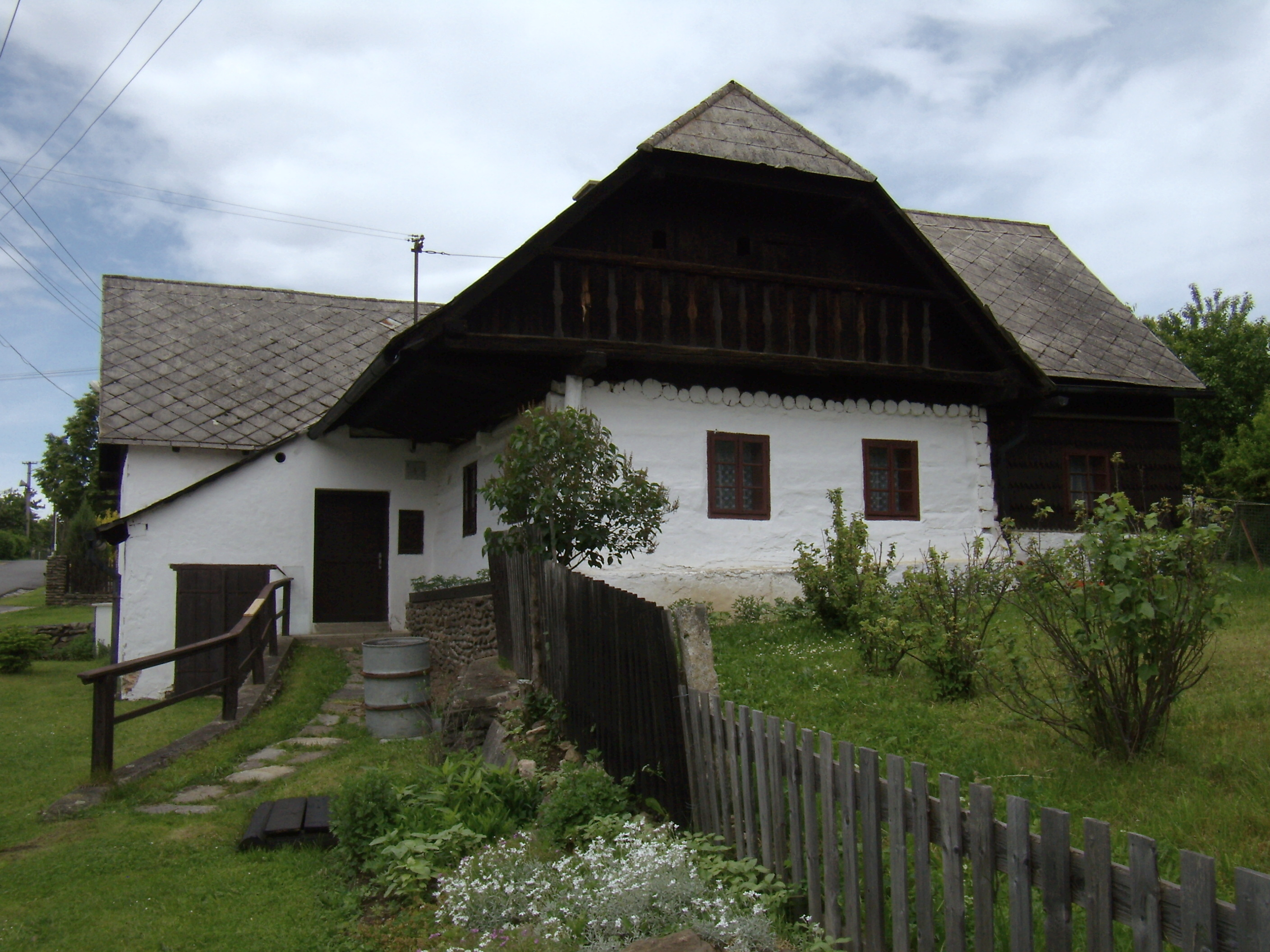
Dřevěnice
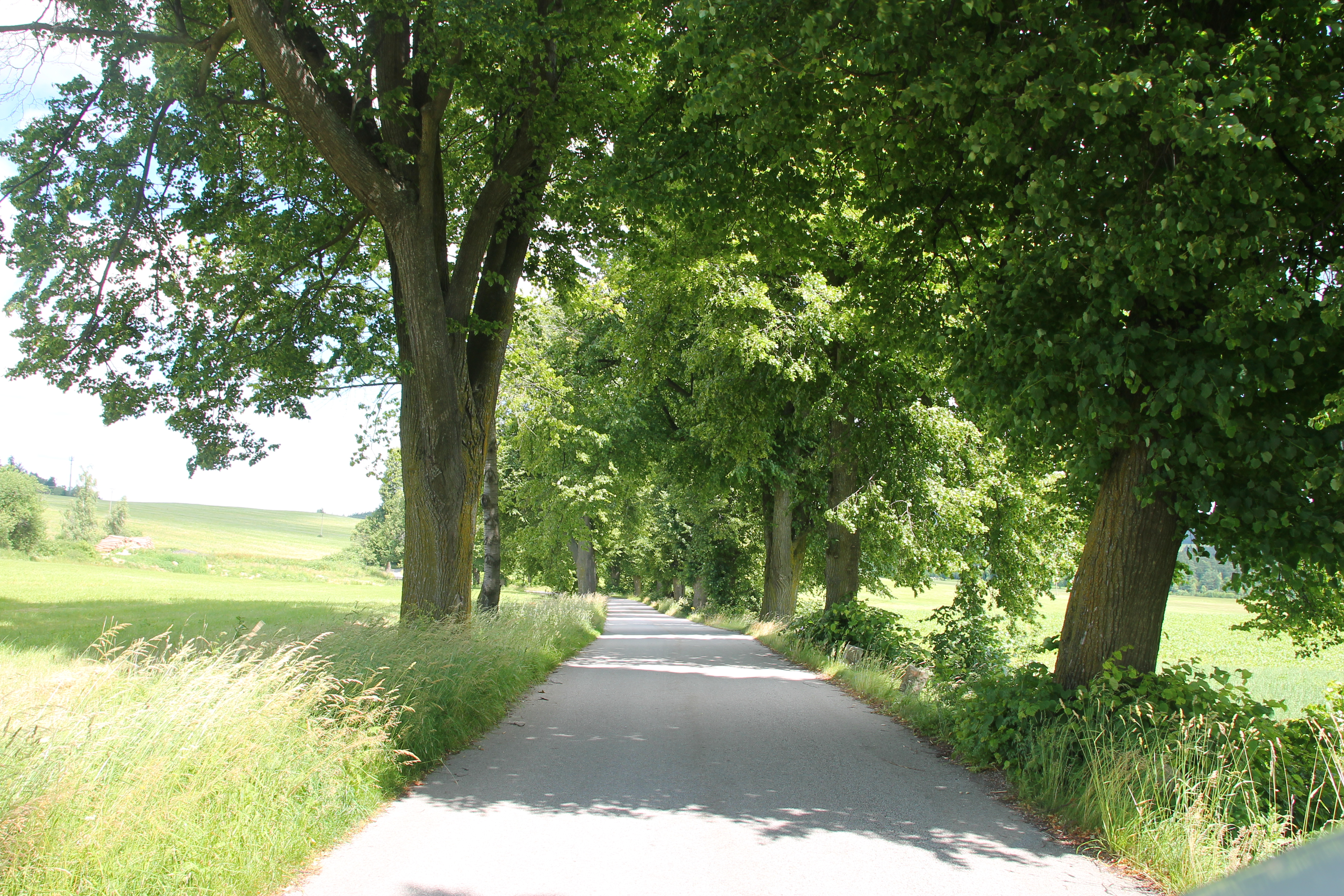
Památná alej
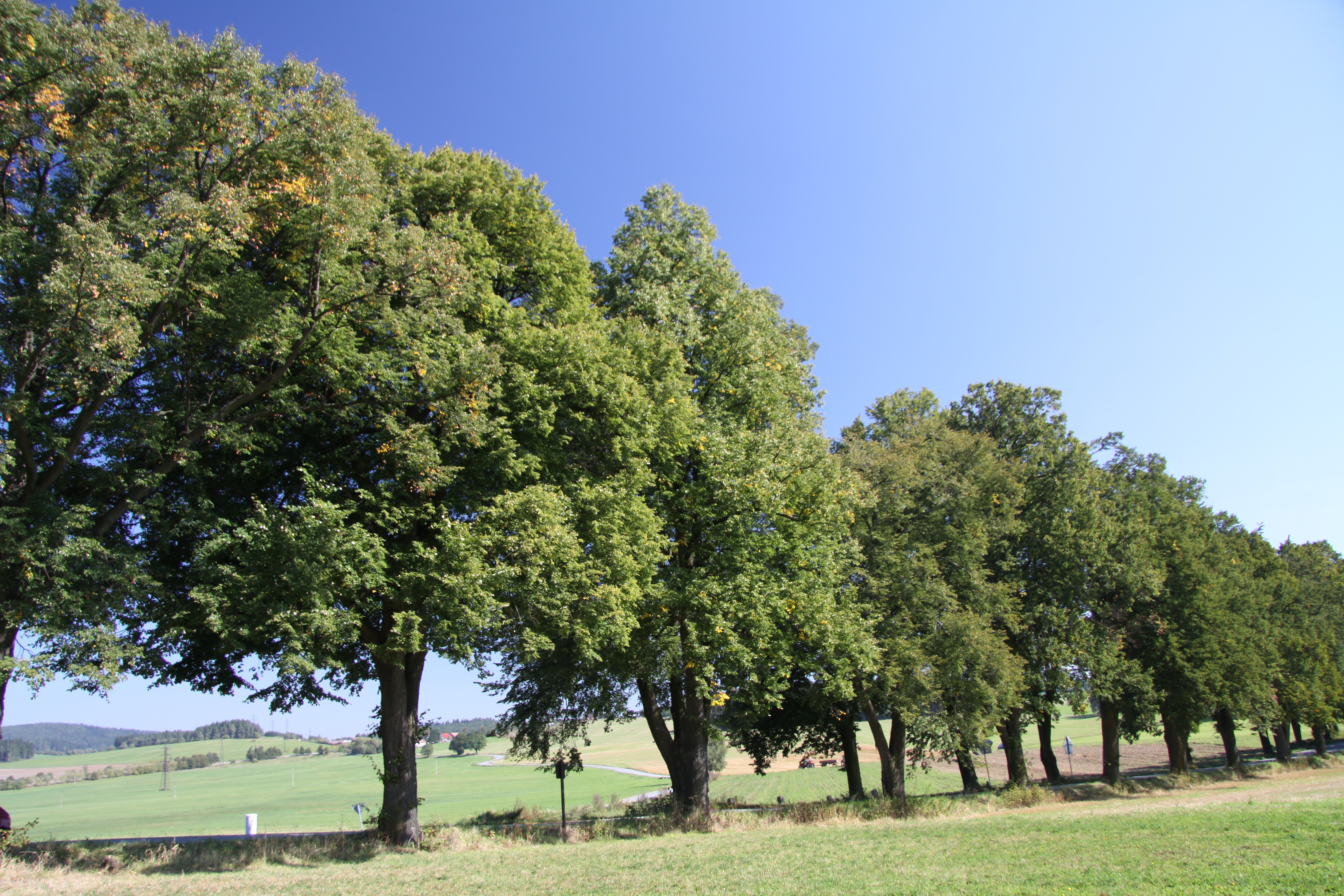
Památná alej